# ABC motorcycles
ABC motorcycles fou un fabricant de motocicletes britànic amb seu a Londres que va ser fundat el 1914 per Ronald Charteris. Creada inicialment a Hersham (Surrey) com a All British Engine Company Ltd. el 1912, l'empresa es va canviar el nom més tard a ABC Motors Ltd. Varen ser diverses les empreses britàniques del sector de la motocicleta que iniciaren l'activitat amb el nom "ABC", entre elles Sopwith.
Juntament amb l'enginyer en cap d'ABC, Granville Bradshaw, Charteris va produir una variada gamma de motors al llarg de la Primera Guerra Mundial, especialment d'aviació. A partir de 1913, l'empresa va produir motors per a motocicletes. El 1918, ABC va fabricar una motocicleta amb un motor bicilíndric pla de 400 cc amb els cilindres muntats de manera transversal al bastidor, diversos anys abans que BMW adaptés aquest disseny i el fes popular amb el nom de motor boxer (el 1926, Bradshaw va denunciar que BMW feia servir el seu disseny patentat). El 1919, ABC va produir també la Scootamota, un escúter primerenc.
Passat el 1923, l'empresa va deixar de produir motocicletes a causa de la competència d'altres fabricants amb productes més econòmics.

## Desenvolupament

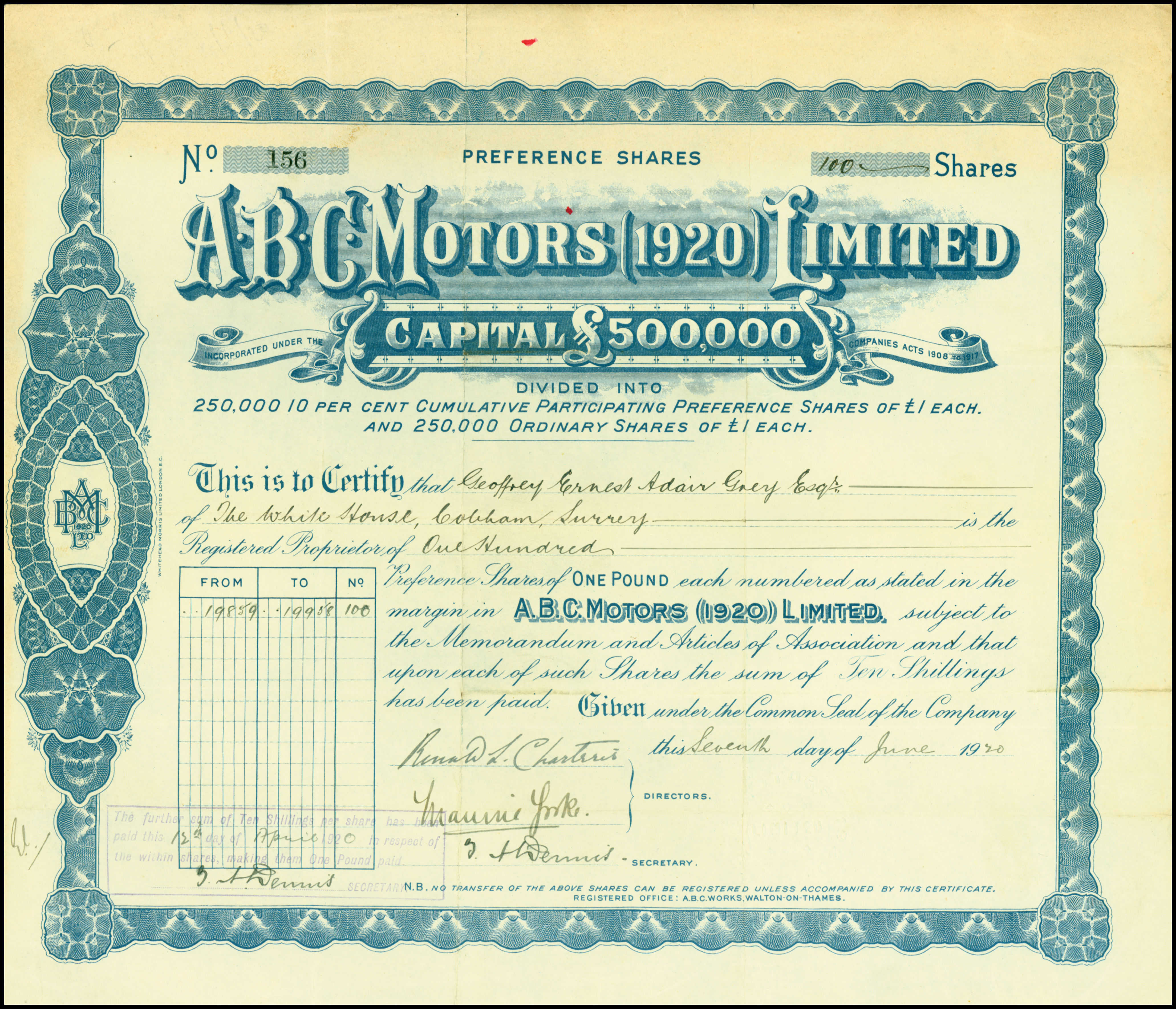
Acció d'A.B.C. Motors (1920) Ltd.

ABC sempre havia mantingut una estreta associació amb la companyia fabricant d'avions Sopwith. Tots dos eren a Brooklands i el 1912, un Sopwith amb motor ABC pilotat per Harry Hawker havia guanyat el Premi Michelin Endurance. El desembre de 1918 es va anunciar que ABC havia transferit els drets de fabricació i venda de motocicletes a Sopwith Aviation Co Ltd, cosa que permetia a Granville Bradshaw, d'ABC Motors, centrar-se en tasques de disseny.
El 1919, ABC i Sopwith van exhibir conjuntament al saló anual "Motor Cycle" la motocicleta Sopwith de 390 cc de dos cilindres oposats horitzontalment (OHV). El model va despertar molt d'interès amb les seves innovadores suspensions de ballesta anteriors i posteriors, frens d'expansió, lubrificació de càrter humit i caixa de canvis de quatre velocitats. També va ser una de les primeres motocicletes amb bastidor de doble bressol. Una cosa que no tenia, però, era cap forma de mecanisme d'arrencada; el conductor havia de "remar" o empènyer per a engegar el motor.
L'ABC 400 la va fabricar sota llicència la Sopwith Aviation & Engineering Co a Kingston-upon-Thames i se'n van produir 2.200 en total. Els models posteriors incorporaven millores a l'engranatge de les vàlvules, velocímetres i il·luminació elèctrica. També se'n van produir, com a extres opcionals, combinacions de sidecar.
El 1920 es va formar una nova companyia, ABC Motors (1920) Ltd, dedicada a la fabricació de motors d'aviació, automòbils lleugers i motocicletes, tots ells amb el motor bicilíndric pla dissenyat per Bradshaw.

## Models

### ABC 400 cc

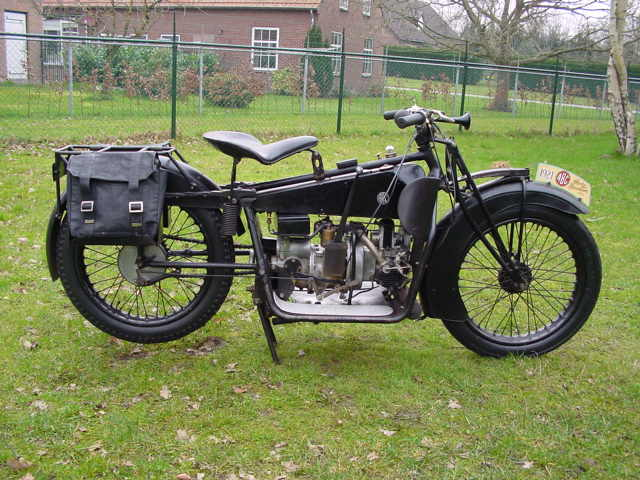
ABC 400 cc de 1920

Produïda entre el 1919 i el 1925, l'ABC 400 tenia un motor bicilíndric de quatre temps amb vàlvula aèria cilíndrica oposada de 398 cc, caixa de canvis de quatre velocitats accionat per palanca manual i un carburador avançat (per al moment) de Claudel-Hobsob. La velocitat màxima que podia atènyer era de 110 km/h.

### ABC 500 cc
El fabricant francès Gnome et Rhône va produir una versió millorada de 493 cc d'aquesta moto sota llicència fins al 1925. Entre 1920 i 1924 es van produir més de 3.000 unitats de l'ABC "francesa", però només unes quantes han arribat als nostres dies.

### ABC Skootamota

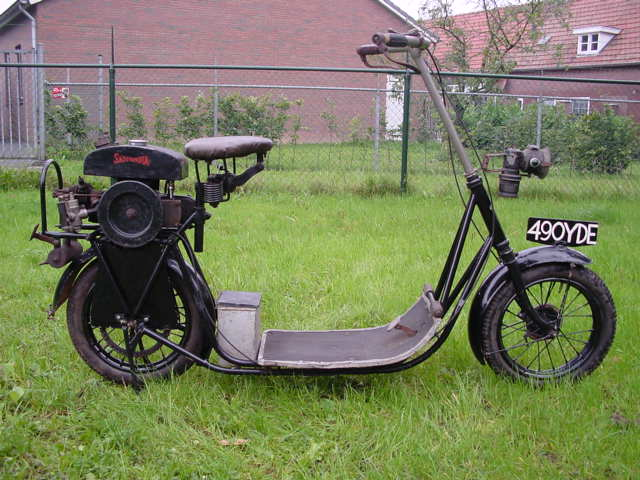
L'ABC Skootamota

Dissenyat per Bradshaw, el Skootamota va ser un escúter primerenc. El va fabricar Gilbert Campling Ltd i es va vendre amb el nom d'ABC Skootamota.
El Skootamota era manejable i molt estable malgrat les seves rodes petites. El seu motor monocilíndric de 123 cc estava situat per sobre de la roda posterior, la qual movia amb tracció per cadena. Els primers Skootamota tenien motors d'escapament superior (EOI), però les versions posteriors ja disposaven de motors OHV. Els frens eren de cinta de contracció externa a totes dues rodes. El selló i l'espai ampli al davant de les cames proporcionaven comoditat al pilot. El Skootamota, imitat ràpidament pels competidors, tenia una velocitat màxima de només 24 km/h. Es va deixar de produir el 1922.

## Desaparició
El pas de la producció d'avions a la fabricació de motocicletes va ser més difícil del que ABC esperava, i els seus costos -i preus- van ser superiors als dels nous competidors que van sorgir a partir de 1920. ABC va deixar de produir motocicletes després del 1923, tot i que a Alemanya en va continuar una petita producció fins al 1925. Una altra empresa anomenada ABC, sense connexió amb Charteris o Bradshaw, va produir motocicletes de 247 i 269 cc amb motors Villiers a Birmingham entre 1922 i 1924.